# 키케 솔라
엔리케 "키케" 솔라 클레멘테(스페인어: Enrique "Kike" Sola Clemente, 나바라 주 카스칸테 ~)는 스페인의 전직 축구 선수로, 현역 시절 공격수로 활약했다.
현역 13년 중, 그는 9년 동안 오사수나와 아틀레틱 빌바오 소속으로 106번의 라 리가 경기에 출전해 22골을 기록했다.

## 클럽 경력

### 오사수나
솔라는 나바라 주 카스칸테 출신이다. 오사수나 유소년부를 졸업한 그는 2007년 6월 9일에 5-0으로 이긴 베티스와의 원정 경기에서 후반에 교체로 들어가 1군이자 라 리가 신고식을 치렀고, 이 경기에서 2골을 넣었다.
2009년 7월 16일, 2년 동안 그리 많은 출장 기회를 잡지 못했던(그 외에도 부상으로 기량이 하락했다) 그는 세군다 디비시온의 누만시아로 1년 동안 임대되었고, 그에 따라 카를로스 아란다가 빌바오로 완전 이적했다. 이듬해 1월 18일, 기량이 회복되고도 그리 신통치 못한 활약을 한 그는 번번이 18인 명단에 이름을 올리지 못했고, 결국 솔라는 소리아 연고 구단과의 계약을 해지하고 그리스의 레바디아코스로 6월까지 임대되며 해외로 눈을 돌렸다.
2010-11 시즌, 그는 아란다, 왈테르 판디아니, 그리고 새로 입단한 데얀 레키치에 밀려 4순위 공격 자원이었지만, 아란다와 판디아니가 모두 부상으로 빠지면서 출전 시간을 더 많이 보장받게 되었다. 2011년 3월 13일, 그는 처음으로 선발에 출전해 라싱 산탄데르와의 안방 경기에서 골을 기록해 3-1 승리를 도왔고, 이어지는 에르쿨레스와의 원정 경기에서도 발뒤꿈치로 한 골을 더 추가했다.
오사수나는 강등을 면했고, 솔라는 시즌 전반기에 그리 많은 출전 기회를 잡지 못하고도 선수단 득점 1위를 차지했다. 2011년 5월 11일, 그는 전반전 종료까지 0-2로 끌려다닌 세비야와의 안방 경기에서 2골로 3-2 승리를 견인했다.
솔라는 2011-12 시즌에 7번의 무득점 경기에 출전하는데 그쳤는데, 그는 몇 달 동안 건염으로 문제를 겪었고, 결국 2012년 3월 초에 수술을 받아 6월까지 결장했다. 2013년 2월 25일, 그의 27번째 생일날, 그는 레반테와의 원정 경기에서 교체로 출전해 20분밖에 소화하지 못했지만, 오사수나의 추가골을 기록해 본인의 7번째 경기에서 2-0 승리에 일조했다.
2013년 3월 31일, 솔라는 바야돌리드와의 호세 소리아 원정에서 2골을 기록해 3-1 역전승을 견인했다.

### 아틀레틱 빌바오
2013년 여름, 솔라는 €30M 인수 조항이 붙은 5년짜리 계약서에 서명하며 앞서 12세부터 17세 시절에 청소년부에서 활약했던 아틀레틱 빌바오에 입단했다. 4달 동안 부상에서 재활한 후, 2014년 1월 26일에 5-1로 이긴 친정 오사수나와의 경기에서 빌바오의 5번째 득점이자 이적 후 첫 골을 기록했다.
솔라는 사자 군단 소속으로 적은 기회를 받았고, 바르셀로나에 패한 코파 델 레이 2015년 결승전에서 후보로만 대기했다. 같은 상대를 맞이한 그 해 수페르코파 데 에스파냐에서, 그는 캄 노우의 2차전에 80분부터 출전했고, 7분 만에 하비에르 마스체라노에 범한 파울로 퇴장당했다. 그의 선수단은 이에도 불구하고 합계 5-1로 승리하며 개인 첫 주요 대회 우승을 경험했다.
2015년 12월, 솔라는 리넨세와의 코파 델 레이 두 경기에서 모두 득점해 합계 8-0 대승을 견인했다. 이듬해 1월 15일, 그는 잉글랜드의 풋볼 리그 챔피언십 선수 미들즈브러와 임시 계약을 맺으며, 시즌말까지 계약했는데, 같은 국적의 아이토르 카랑카 감독과 만났다. 그의 첫 경기는 2월 6일 경기로, 1-1로 비긴 블랙번 로버스와의 안방 경기 전반전에 선발로 출전했다.
2016년 8월 31일, 솔라는 1년 동안 헤타페로 임대 이적했다. 그러나, 이후 이적 시장에서 계약은 취소되었고, 또다시 다른 2부 리그 구단인 누만시아로 임대되었다.
솔라는 산 마메스에서 7년을 보내면서 그리 많은 출전 기회를 잡지 못했다. 2018년 6월 1일, "동기부여의 부재"로 32세였던 키케 솔라는 은퇴를 선언했다.

## 국가대표팀 경력
솔라는 2008년 3월 25일에 처음이자 마지막으로 [[스페인 U-21 축구 국가대표팀|스페인 U-21 국가대표팀 경기에 출전했는데, 5-0으로 이긴 카자흐스탄과의 2009년 U-21 유럽 축구 선수권 대회 예선전 안방 경기에서 보얀 크르키치와 교체되어 후반전을 뛰었다.

## 수상
아틀레틱 빌바오
- 수페르코파 데 에스파냐: 2015[16]